# Daniel Saurer
Daniel Lukas Saurer (* 26. Jänner 2001) ist ein österreichischer Fußballspieler.

## Karriere
Saurer begann seine Karriere beim SV Schwanberg. Im Februar 2012 wechselte er in die Jugend des SK Sturm Graz, bei dem er ab der Saison 2015/16 auch sämtliche Altersstufen in der Akademie durchlief. Zur Saison 2018/19 rückte er in den Kader der drittklassigen Amateure der Grazer. Sein erstes Spiel in der Regionalliga machte er im April 2019. In vier Regionalligaspielzeiten kam er zu 58 Einsätzen für Sturm II, ehe er mit dem Team am Ende der Saison 2021/22 als Meister der Regionalliga Mitte in die 2. Liga aufstieg.
Sein Zweitligadebüt gab er dann im Juli 2022, als er am ersten Spieltag der Saison 2022/23 gegen den SV Horn in der Startelf stand. Für Sturm II kam er bis Saisonende zu 27 Zweitligaeinsätzen. Nach der Saison 2022/23 verließ er Sturm nach elf Jahren. Nach einem halben Jahr ohne Verein schloss er sich im Jänner 2024 dann dem Regionalligisten Deutschlandsberger SC an. Für Deutschlandsberg kam er zu acht Regionalligaeinsätzen.
Zur Saison 2024/25 wechselte er zum Zweitligisten ASK Voitsberg.